# Authie (Somme)
Authie település Franciaországban, Somme megyében. Lakosainak száma 258 fő (2022. január 1.). Authie Pas-en-Artois, Louvencourt, Famechon, Bus-lès-Artois, Saint-Léger-lès-Authie, Thièvres és Vauchelles-lès-Authie községekkel határos.

## Népesség
A település népességének változása:
| Lakosok száma | 300  | 298  | 304  | 286  | 275  | 264  | 265  | 261  | 258  |
|               | 2013 | 2015 | 2016 | 2017 | 2018 | 2019 | 2020 | 2021 | 2022 |